# Gyrothrix pediculata
Gyrothrix pediculata är en svampart som beskrevs av J.L. Cunn. 1974. Gyrothrix pediculata ingår i släktet Gyrothrix, divisionen sporsäcksvampar och riket svampar.   Inga underarter finns listade i Catalogue of Life.